# Wegvergrößerungssystem
Ein Wegvergrößerungssystem (WVS) ist meistens eine Anordnung von Hebeln und Gelenken (oft auch Feststoffgelenke), die in der Endkonsequenz dazu führt, dass ein Weg, der zuvor z. B. aus einem Piezoaktor gewonnen wurde, um ein Vielfaches verlängert wird.
Dieses Prinzip wird fast nur auf die bereits erwähnten Piezoaktoren angewandt, da diese einen extrem geringen Weg (ca. 1,5 µm Längenänderung pro 10 mm) mit einer relativ hohen Kraft verbinden. Dadurch ist die Möglichkeit einer Wegvergrößerung durch den geringen Weg nicht nur nötig, sondern durch die hohe Kraft auch gut zu realisieren.